# Лачар
Лачар (ісп. Láchar) — муніципалітет в Іспанії, у складі автономної спільноти Андалусія, у провінції Гранада. Населення — 3115 осіб (2010).
Муніципалітет розташований на відстані близько 360 км на південь від Мадрида, 20 км на захід від Гранади.
На території муніципалітету розташовані такі населені пункти: (дані про населення за 2010 рік)
- Лачар: 2399 осіб
- Пеньюелас: 716 осіб

## Демографія
Динаміка населення (INE ):

## Відомі особистості
В поселенні народилась:
- Роса Лопес (* 1981) — іспанська співачка.

## Галерея зображень

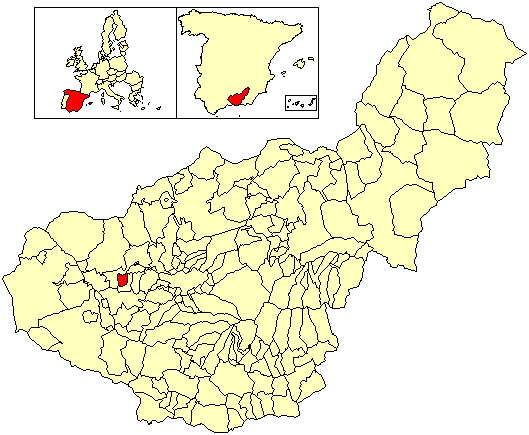
Розташування муніципалітету Лачар у провінції Гранада